# Élection présidentielle tunisienne de 1999
L'élection présidentielle tunisienne de 1999, qui a lieu le 24 octobre de cette année, est la septième du genre à se tenir en Tunisie.

## Candidats
Pour la première fois depuis l'instauration de la république, une loi constitutionnelle est votée afin de permettre à plusieurs candidats autre que le président de se présenter. La loi constitutionnelle no 99-52 du 30 juin 1999 permet en effet aux premiers responsables des partis de l'opposition (président ou secrétaire général) de se porter candidats à la présidence de la République. Toutefois, le candidat doit, le jour du dépôt de sa candidature, être en exercice de ses fonctions depuis au moins cinq années consécutives et son parti avoir au moins un député à la Chambre des députés.
Le Conseil constitutionnel, se fondant sur les dispositions de la constitution de 1959 et celles du Code électoral, déclare régulières et recevables les candidatures suivantes :
- Zine el-Abidine Ben Ali, président sortant et candidat du Rassemblement constitutionnel démocratique (RCD) ;
- Mohamed Belhaj Amor, secrétaire général du Parti de l'unité populaire (PUP) ;
- Abderrahmane Tlili, candidat de l'Union démocratique unioniste (UDU).

## Résultats
| Candidats | Candidats               | Parti politique                            | Voix      | %     |
| --------- | ----------------------- | ------------------------------------------ | --------- | ----- |
|           | Zine el-Abidine Ben Ali | Rassemblement constitutionnel démocratique | 3 269 067 | 99,45 |
|           | Mohamed Belhaj Amor     | Parti de l'unité populaire                 | 10 594    | 0,31  |
|           | Abderrahmane Tlili      | Union démocratique unioniste               | 7 560     | 0,23  |
|           |                         |                                            |           |       |
| Total     | Total                   | Total                                      | 3 287 221 | 100   |

La mobilisation des électeurs pendant cette élection semble massive puisque plus de 91 % des électeurs se sont exprimés dans 15 300 bureaux de vote répartis à travers le pays. C'est à Tozeur que la participation est la plus importante (98,75 %) et à Sfax qu'elle a été la plus « faible » (82,84 %). Dans la région de Tunis, le taux s'établit à 88,74 %.
Les Tunisiens à l'étranger, qui ont eu la possibilité de voter entre le 16 et le 23 octobre, semblent également nombreux à se rendre aux urnes : sur 218 400 inscrits, 195 906 (89,70 %) votent dont 190 814 (98,014 %) en faveur de Ben Ali, soit un peu moins que la moyenne nationale (99,448 %).
Souvent présenté comme les premières élections pluralistes de l'histoire du pays, Olfa Lamloum et Bernard Ravenel y voient un « pluralisme purement de façade ». Selon la presse, Amor et Tlili ont fini par soutenir Ben Ali.